# Eulamprotes buvati
Eulamprotes buvati is een vlinder uit de familie tastermotten (Gelechiidae). De wetenschappelijke naam is voor het eerst geldig gepubliceerd in 1991 door Leraut.
De soort komt voor in Europa.